# Mohammadreza Mansouri

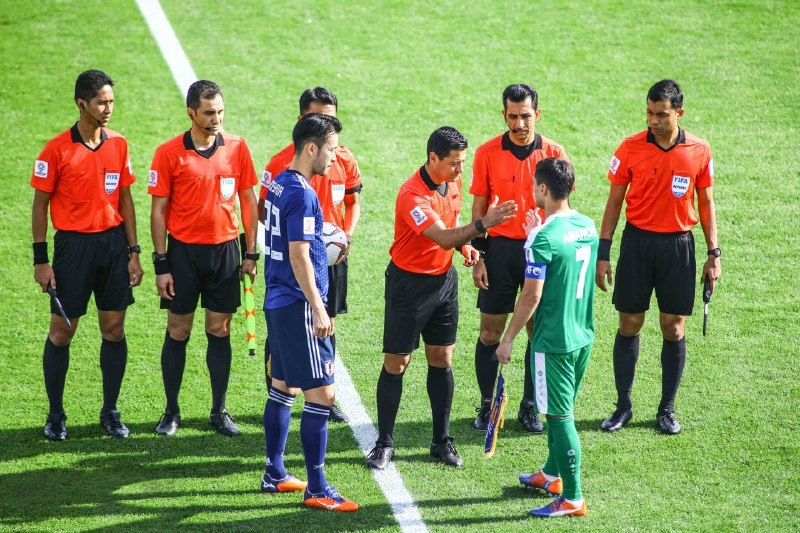
Mohammadreza Mansouri bei der Asienmeisterschaft 2019

Mohammadreza Mansouri (persisch محمدرضا منصوري; * 23. April 1978 in Teheran) ist ein iranischer Fußballschiedsrichter.

## Karriere
Er wurde in die Liste der FIFA-Schiedsrichter im Jahr 2012 aufgenommen, als er gerade in der höchsten iranischen Liga aktiv war. Auch assistierte er Anfang 2012 bei Spielen der AFC Champions League.
Mansouri war langjähriger Schiedsrichterassistent von Alireza Faghani und (häufig zusammen mit Reza Sokhandan) bei vielen internationalen Turnieren im Einsatz.
Er assistierte beim Finale der FIFA-Klub-Weltmeisterschaft 2015 zwischen River Plate und dem FC Barcelona. 2015 FIFA Club World Cup Final between Club Atlético River Plate and FC Barcelona. Zudem war er Assistent beim Finalspiel der Indian Super League Saison 2016 zwischen den Kerala Blasters und ATK, als auch bei Fußballturnier der Olympischen Spiele 2016 zwischen Brasilien und Dänemark.
Auch war er Teil eines iranischen Schiedsrichtergespanns während der Saison 2017 der indonesischen Liga 1. Sowie später noch bei zwei Partien des FIFA-Konföderationen-Pokal 2017.
Auch bei der Weltmeisterschaft 2018 war er wieder im Schiedsrichteraufgebot, wo er abschließend auch beim Spiel um den dritten Platz zwischen England und Belgien begleitend dabei war.
Er leitete das Finalrückspiel der Südostasienmeisterschaft 2018 zwischen Vietnam und Malaysia.
Bei der Asienmeisterschaft 2019 in den VAE war er in zwei Spielen Assistent und wird auch zum iranischen Schiedsrichtergespann unter Leitung von Alireza Faghani bei der Weltmeisterschaft 2022 in Katar gehören.